# Iglesia de San Juan (Écija)

La iglesia de San Juan Bautista de Écija (provincia de Sevilla, España) se encuentra situada en la Plaza de San Juan, s/n, destacando por su bella torre. Es uno de los edificios religiosos más antiguos de la ciudad, de hecho, en las últimas obras de restauración que se han realizado en el patio principal, se han localizado restos del antiguo templo. Es la sede canónica de la Hermandad de San Juan, que hace su estación de penitencia en la Madrugá (madrugada del Jueves al Viernes Santo).

## Historia
La iglesia parroquial de San Juan Bautista data del Repartimiento que se realizó tras la toma de la ciudad, formando parte de una de las cuatro collaciones en las que se dividió el caserío ecijano.
Su fábrica respondía al tipo de iglesia gótico-mudéjar, de tres naves cubiertas por armadura de madera y cabecera poligonal de cantería. Adosada a la nave de la Epístola se encontraba la Capilla Sacramental. Sucesivas reformas a lo largo de los Siglos XVI y XVII cambiaron significativamente la fisonomía interna del edificio, construyéndose en el segundo cuarto del siglo XVIII la torre, siendo esta una de las más bellas de Écija.
La fábrica presentaba en 1776 inminente ruina, siendo derribada la iglesia en su totalidad para su construcción de nueva planta. Mientras se realizaban las obras del nuevo templo, la parroquia fue trasladada provisionalmente a la aledaña Capilla Sacramental.
Los planos de la nueva fábrica fueron realizados por el arquitecto cordobés Ignacio de Tomás en 1792, inspirándose en la basílica de San Juan de Letrán de Roma. El edificio neoclásico proyectado contaba con tres naves, cubiertas por bóveda de cañón y lunetos, con bóveda vaída en el crucero.
Tras iniciarse las obras, éstas fueron suspendidas en 1807, llegándose a construir las portadas y diversos elementos del cuerpo de la iglesia. Por ello la parroquia continuó establecida en la Capilla Sacramental hasta la actualidad.
Tras permanecer varios años en restauración y rehabilitación, con la creación e intervención de varias Escuelas Taller promovidas por la Hermandad de Nuestro Padre Jesús Nazareno, con colaboración del Ayuntamiento y del Servicio Andaluz de Empleo, la iglesia fue bendecida en 21 de marzo de 2006 por el Cardenal Arzobispo de Sevilla, Carlos Amigo Vallejo.

## Descripción

### Capilla Sacramental

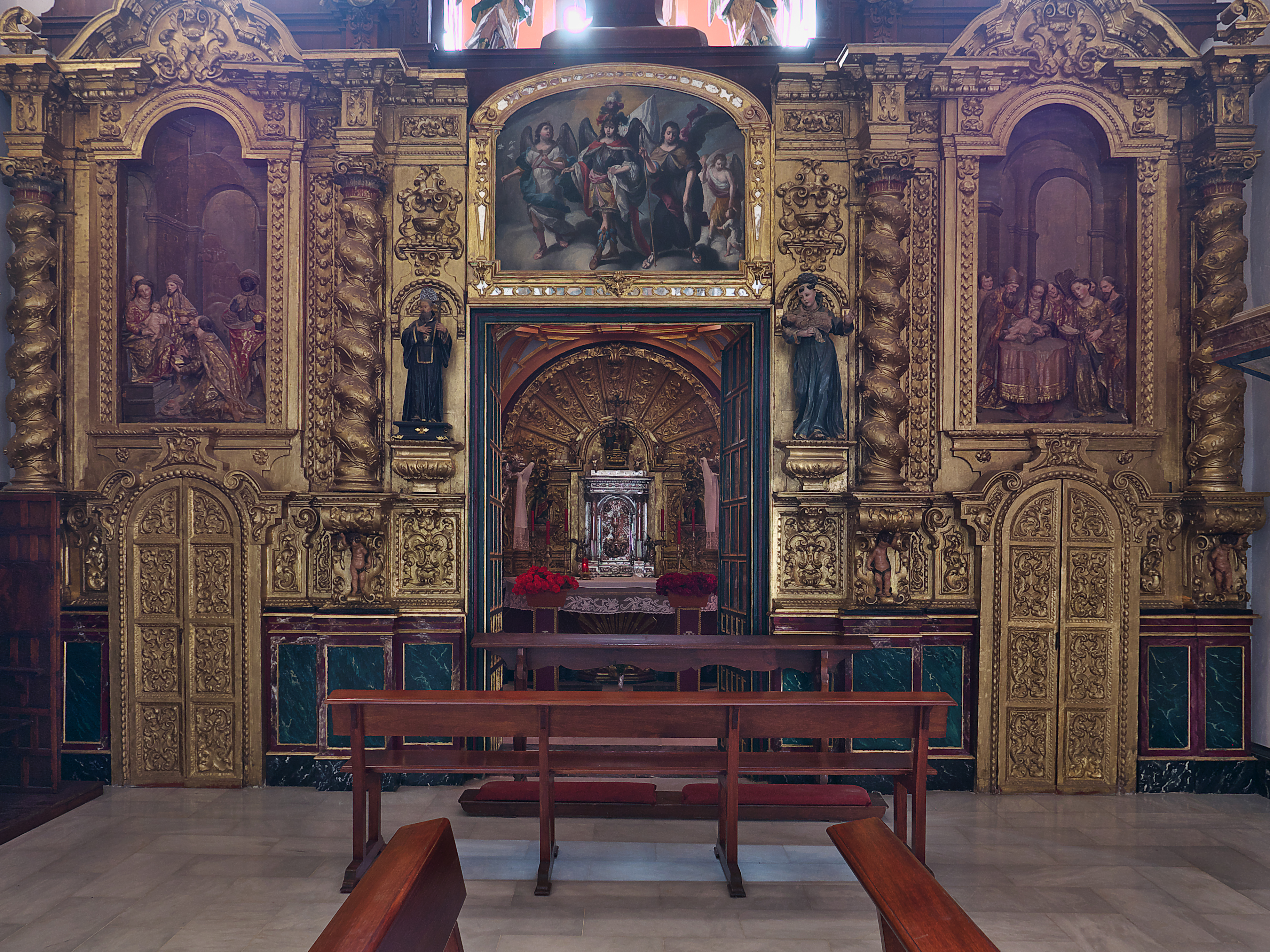
Sagrario de la iglesia

Fue la única parte que había quedado en pie de la antigua fábrica, siendo reparada en 1794 bajo la dirección de Fernando de Rosales, Maestro mayor de obras del Arzobispado de Sevilla, derribándose la bóveda y la tribuna de la capilla, construyéndolas de nuevo.
Su planta es de cruz latina, de una sola nave, con crucero, camarín y capilla bautismal. La nave se cubre con bóveda de cañón y lunetos, media naranja sobre pechinas en el crucero y bóveda esquifada en los extremos.
Situándose a los pies de la nave, la capilla del sagrario, cubierto por bóveda vaída acasetonada sobre pechinas gallonadas. Las bóvedas de los camarines del sagrario decoradas con yeserías, especialmente la inferior que puede fecharse en 1745.
La Capilla Bautismal posee una pila de gran antigüedad donde fue bautizado el escritor Luis Vélez de Guevara el 26 de agosto de 1579.

### Altar mayor

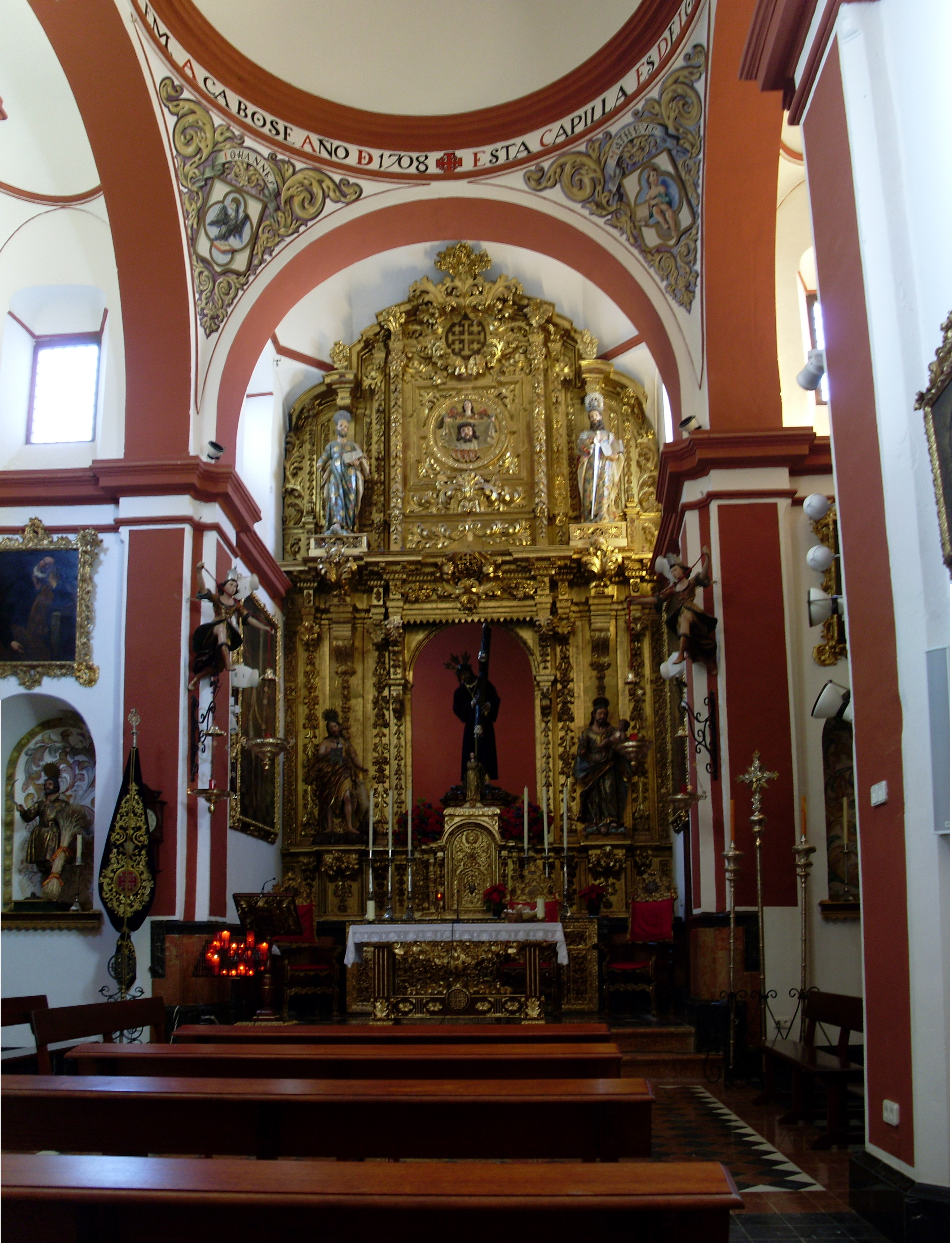
Altar mayor de San Juan

El retablo principal está compuesto con elementos del siglo XVIII. En él se venera a Nuestro Padre Jesús Nazareno (Écija)|Nuestro Padre Jesús Nazareno, de la misma época. En el mismo retablo las imágenes de San Pablo y San José a la derecha; San Pedro y San Juan Bautista a la izquierda y un relieve de la Verónica.
En el presbiterio tres magníficos sillones de madera dorada con ricos penachos de rocalla, forrados de terciopelo bordado en oro de 1775 aproximadamente.

### Lado del Evangelio
En el crucero, retablo del siglo XVIII dedicado a la Virgen de los Dolores; otro de la misma época, sin policromar, a Santa Lucía.
Siguiendo la nave, retablo del siglo XVIII con pintura de Ánimas y en él un Crucificado del siglo XVI; otro de la misma época dedicado a San Estanislao de Kostka, con varios medallones con figuras de santos jesuitas; otro retablo sencillo dedicado al mártir San Juan Nepomuceno.
Según normas de los Sagrarios ecijanos, hallamos un gran retablo con columnas salomónicas y otros elementos de hacia 1710, con relieves coetáneos de la Epifanía y Circuncisión, las esculturas de San Antonio de Padua y San Francisco de Paula y pintura del Arcángel San Rafael. El camarín del Sagrario cuenta con retablito rocalla y las imágenes de San Pedro, San Pablo y un grupo escultórico del Calvario. En una urna con aplicaciones de rocalla figura de Jesús yacente. El cuerpo superior del retablo es otro camarín, también decorado ricamente, donde se halla el Crucificado de Olvido, del siglo XV. En el mismo lugar imágenes de la Inmaculada y San José en ricas peanas, obras del siglo XVIII.
En una ménsula lateral un santo orante con atributos reales.

### Lado de la epístola
En el crucero, retablo del siglo XVIII, dedicado a San Juan Evangelista, en figura de vestir, y en el banco imagen de Santa Rosalía; otro neoclásico con escultura de San Gregorio, del mismo siglo, y a los lados San Nicolás de Bari y San Blas, que pueden ser del siglo XVII.
Siguiendo la nave, retablo del siglo XVIII con pintura de la Santísima Trinidad, grupo en serie de la Sagrada Familia e imagen de Nuestra Señora del Sagrado Corazón y en ático pintura de San Diego de Alcalá, de escuela sevillana de principios de dicho siglo; otro retablo de la misma época con pintura en tabla de la Virgen de la Antigua, de hacia 1570; otro dedicado a la Virgen del Carmen; en repisa imagen de la época, de San Isidro Labrador; y frente al Sagrario, otro retablo con pintura de la Piedad.
A los pies de la nave pintura de grandes dimensiones de la Inmaculada, cuyo estilo parece de principios del siglo XVII, y la de Santa Marina, sillería de coro y facistol.

### Sacristía
La Sacristía posee una interesante escultura de Cristo Crucificado obra de Pedro Roldán de 1681, y la Sala Capitular, que está decorada con un artesonado con azulejería del siglo XVI y una pintura de grandes dimensiones del siglo XVIII de gran interés iconográfico con alegoría del Ecce Homo y Sentencia de Cristo.

### Torre
La antigua torre se situaba a los pies de la nave de la Epístola, fue derribada para ser construida de nueva planta. La obra fue iniciada por los alarifes ecijanos Lucas Bazán y Antonio Corrales, al servicio del marqués de Alcántara, pero sufrió mucho con el terremoto de Lisboa de 1755, por lo que fue necesario derribarla e iniciar otra bajo la supervisión de Pedro de Silva y la dirección de Fernando Martín Bizarro.
Se encuentra situada junto a la cabecera de la inacabada Iglesia. Su cuerpo basto, sin solución de continuidad alguna, contrasta con la explosión decorativa del campanario y de los cuerpos superiores, creando una obra típica del barroco dieciochesco. Consta de un elevado fuste realizado en ladrillo, en el que se abre un balcón en uno de sus frentes con profusa decoración de ladrillo tallado, alternándose en sus frentes vanos circulares. El primer cuerpo, denominado de campanas, consta de dos vanos trilobulados en cada uno de sus frentes, flanqueados por estípites y pinjantes, elevados sobre pedestales. El segundo cuerpo se enmarca por una potente balaustrada pétrea con remates decorativos, de cuyo centro emerge un cuerpo circular de cuatro vanos de medio punto, flanqueados por contrafuertes moldurados. El tercer cuerpo, también circular, de cuatro vanos ciegos, se remata por el cupulín que sirve de base a un ángel portador del estandarte de la Orden de Malta, que hace las veces de veleta.
La decoración del conjunto combina molduras, pinjantes, frisos, escudos y capiteles de ladrillo tallado, elementos decorativos pétreos, revocos pintados y cerámica azul vidriada. Esta última se centra en pedestales, estípites, fajas, capulín, etc. lo que crea un efecto policromo muy bello junto con el enfoscado de los cuerpos superiores, que lo diferencian claramente del fuste de ladrillo limpio.